# Museu Casa Verde
O Museu Casa Verde é um museu brasileiro situado em Itabuna, Bahia. Foi inaugurado em 19 de maio de 1974.Em 2008, após dois anos fechado, foi reaberto e na ocasião a Faculdade de Tecnologia e Ciências (FTC) e a Fundação Henrique Alves firmaram convênio de cooperação para a revitalização do espaço. Seu acervo busca registrar parte da história de Itabuna, especificamente a primeira metade do século XX, época dos "coronéis do cacau".